# Gradec (Kriva Palanka)
Gradec (macedónul: Градец) település Észak-Macedóniában, a Északkeleti körzetben, Kriva Palanka községben.

## Népesség
| Lakosok száma | 1205 | 1375 | 1356 | 1069 | 693  | 455  | 422  | 318  | 283  |
|               | 1948 | 1953 | 1961 | 1971 | 1981 | 1991 | 1994 | 2002 | 2021 |

- 2002-ben 318 lakosa volt, akik mindannyian macedónok.